# Bitolterol
Bitolterol mesilat (Tornalat) je agonist β2-adrenergičkog receptora koji se koristi za olakšavanje bronhospazama kod oboljenja kao što su astma i hronična opstruktivna bolest pluća.

## Spoljašnje veze
|  | Molimo Vas, obratite pažnju na važno upozorenje u vezi sa temama iz oblasti medicine (zdravlja). |